# Shandwick Stone

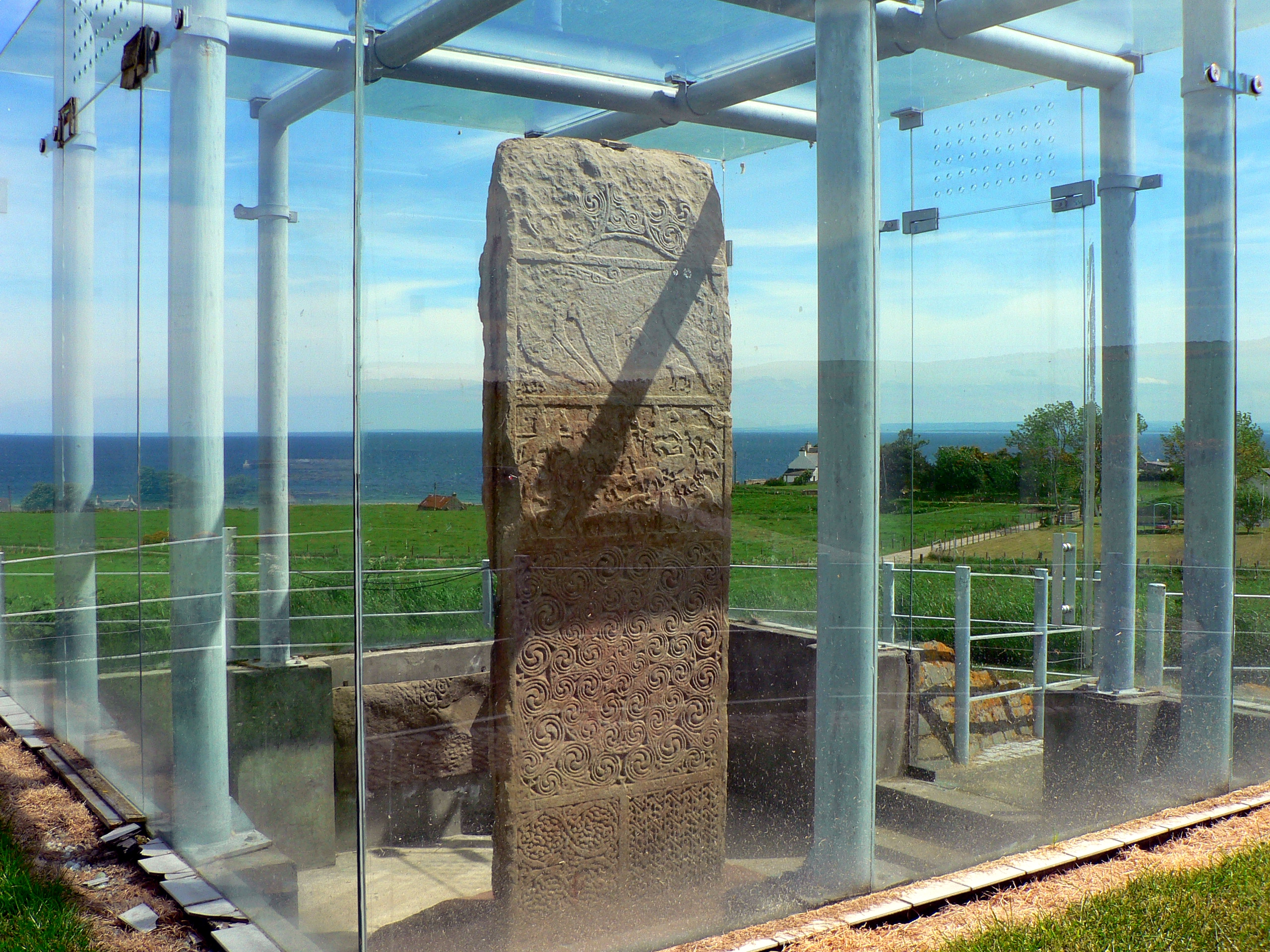
Der Shandwick Stone heute.

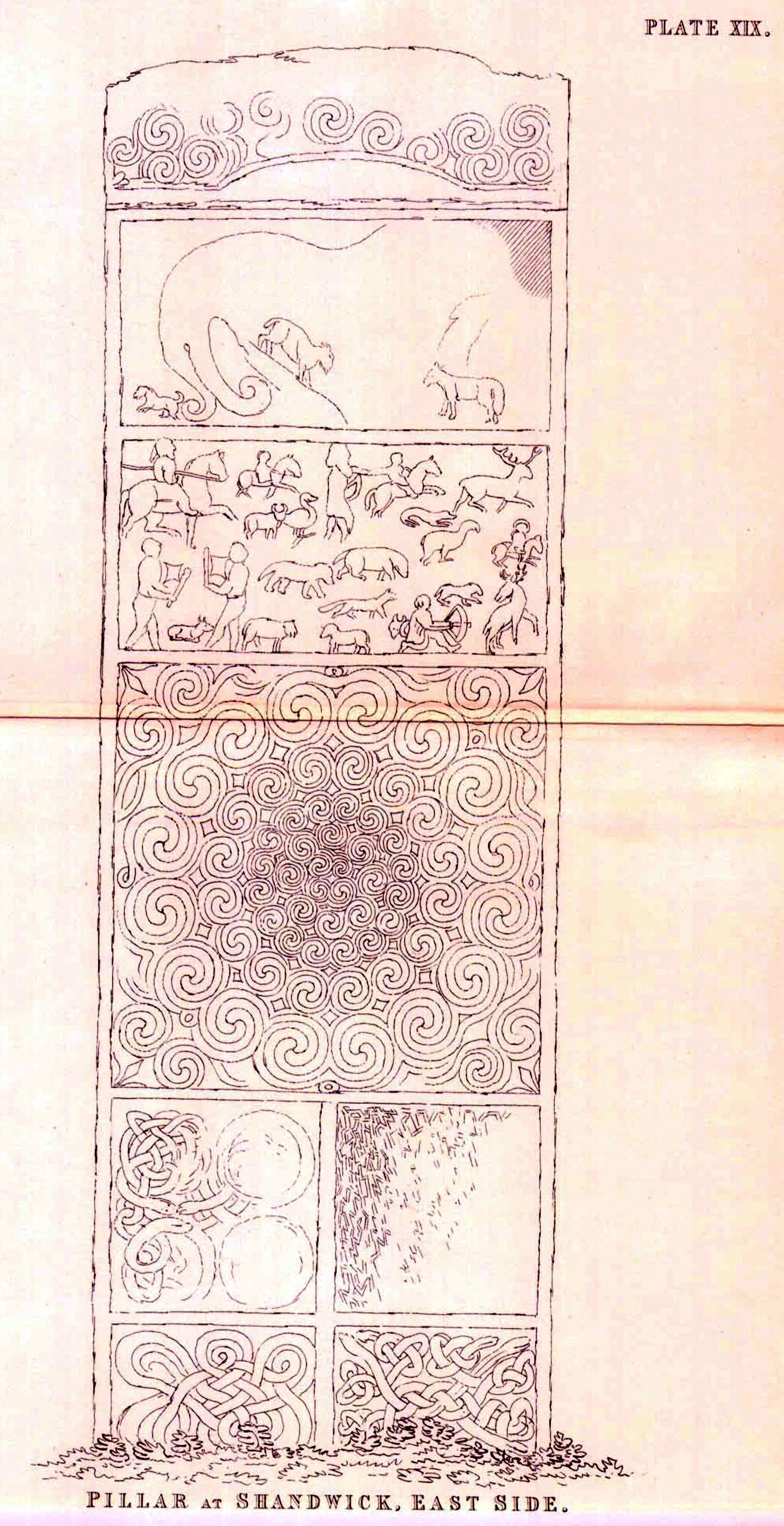
Westseite, Zeichnung aus dem 19. Jahrhundert.

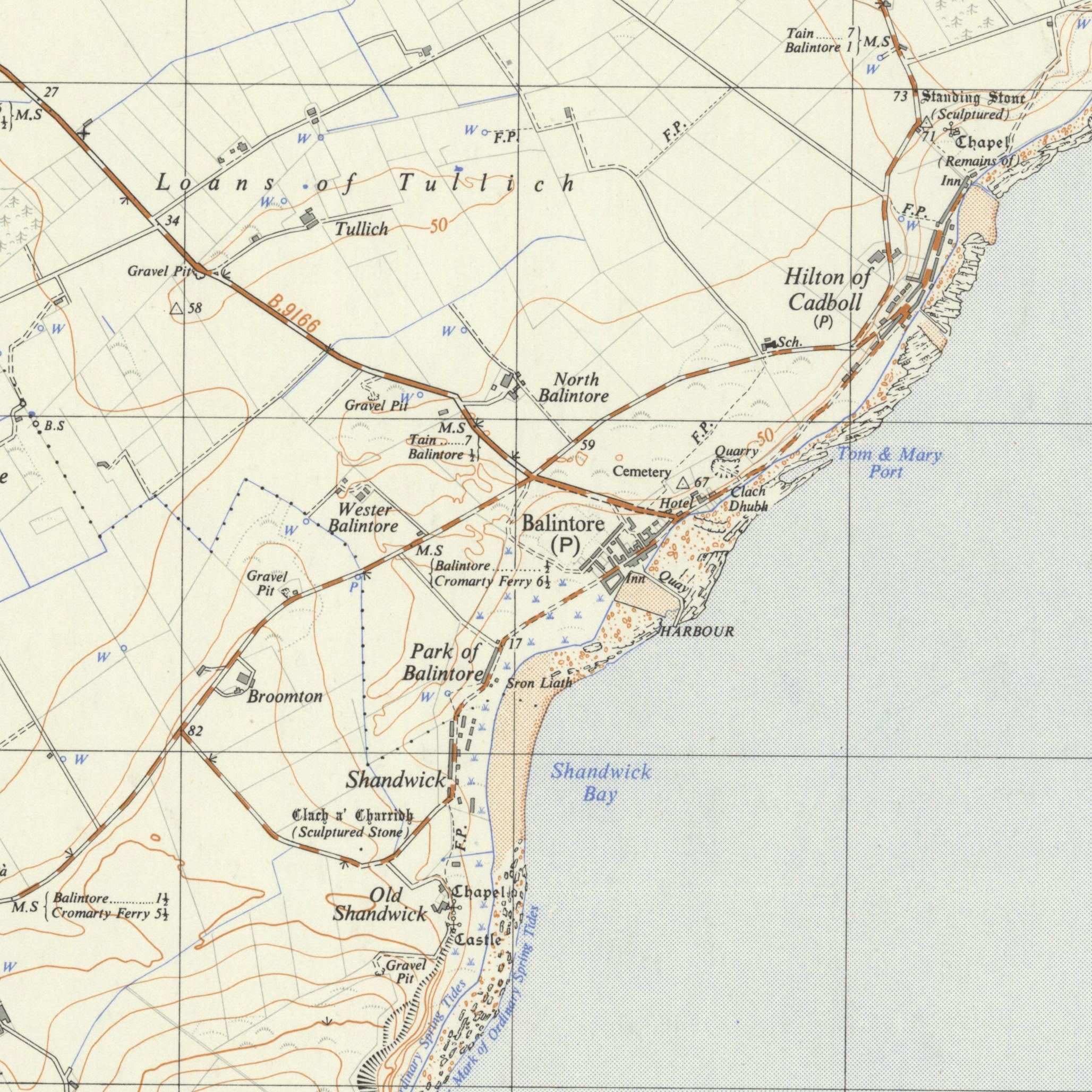
Die Seaboard Villages mit dem Steinen von Shandwick (unten) und Hilton of Cadboll (rechts oben). OS-Karte von 1950.

Der Shandwick Stone oder auch Clach a’ Charridh (gälisch) ist ein piktischer Symbolstein aus dem frühen Mittelalter. Er steht auf einer Anhöhe südlich des Ortes Shandwick auf der Halbinsel Tarbat im Ostteil von Ross und ist in der Liste der historischen Monumente in Schottland eingetragen. Shandwick ist der südlichste dreier, mittlerweile zusammengewachsener Fischerorte, die heute als die Seaboard Villages bezeichnet werden.
Der Shandwick Stone ist als Scheduled Monument geschützt.

## Geschichte
Der Stein stammt, wie auch die übrigen piktischen Symbolsteine, aus dem frühen Mittelalter. Im Jahre 1846 stürzte der Stein um und zerbrach in zwei Teile. Er wurde später wieder aufgerichtet und zusammengefügt. Heute steht er, zum Schutz vor Erosion, in einem Stahlkäfig mit Glaswänden.
Der Stein diente früher, aufgrund seiner Größe von etwa drei Metern und seines erhöhten Standortes nahe am Meer, als Landmarke für die Schifffahrt. Er steht in einem Bereich, in dem sich ehemals auch ein Friedhof befand. Der gälische Name Clach a’ Charridh, übersetzt Stein am Ort der Gräber, weist auf diesen Umstand hin. Aus einem Eintrag für das Jahr 1889 geht hervor, dass dort letztmals 1832 Menschen beerdigt wurden, die einer Cholera-Epidemie zum Opfer gefallen waren. Der Friedhof wurde 1885 abgeräumt.

## Beschreibung
Auf der östlichen, der See zugewandten Seite sind, neben einem christlichen Kreuz, welches mit kreisförmigen Verzierungen besetzt ist, mehrere Figuren zu sehen. Von diesen können zwei, aufgrund ihrer Flügel, als Engel gedeutet werden können, zwei weitere zeigen Tiere, die den Eindruck eines Ebers bzw. eines Löwen vermitteln. Ein drittes ähnelt mit seinem langen, gebogenen Hals, einem Drachen oder einem Lindwurm. Die übrigen Bereiche sind mit Ornamenten geschmückt. Durch Verwitterung sind Teile der Darstellungen nicht mehr erkennbar.
Die gegenüber liegende, westliche Seite ist in sieben Felder unterteilt, in denen, neben einem Pictish Beast und einer Jagd- oder Kampfszene mit einer Vielzahl an Menschen und Tieren, ebenfalls verschiedene Ornamente zu sehen sind. Gekrönt wird die Seite durch eines der auf piktischen Steinen häufig anzutreffendes Symbole, das üblicherweise als Double Disc (Doppel-Scheibe) bezeichnet wird. Auch dieser obere Bereich ist stark verwittert.
Da der Stein sowohl piktische Symbole als auch ein Kreuz zeigt, wird er unter den piktischen Symbolsteinen zur Klasse II gezählt. Etwa drei Kilometer nordöstlich wurde mit dem Hilton of Cadboll Stone ein weiterer Symbolstein der Klasse II entdeckt, der im 17. Jahrhundert als Grabplatte zweckentfremdet worden war. Heute ist dort eine Replik ausgestellt. Ein dritter Stein, der Nigg Stone, befindet sich in der zum Museum umfunktionierten ehemaligen Kirche des gleichnamigen Ortes, nur wenige Kilometer südwestlich von Shandwick. Alle drei Steine werden aufgrund ihrer räumlichen Nähe und der ähnlichen Machart sowohl in Bezug auf ihren, bisher unbekannten Zweck als auch ihre Erschaffer in Verbindung gestellt.